# برلي

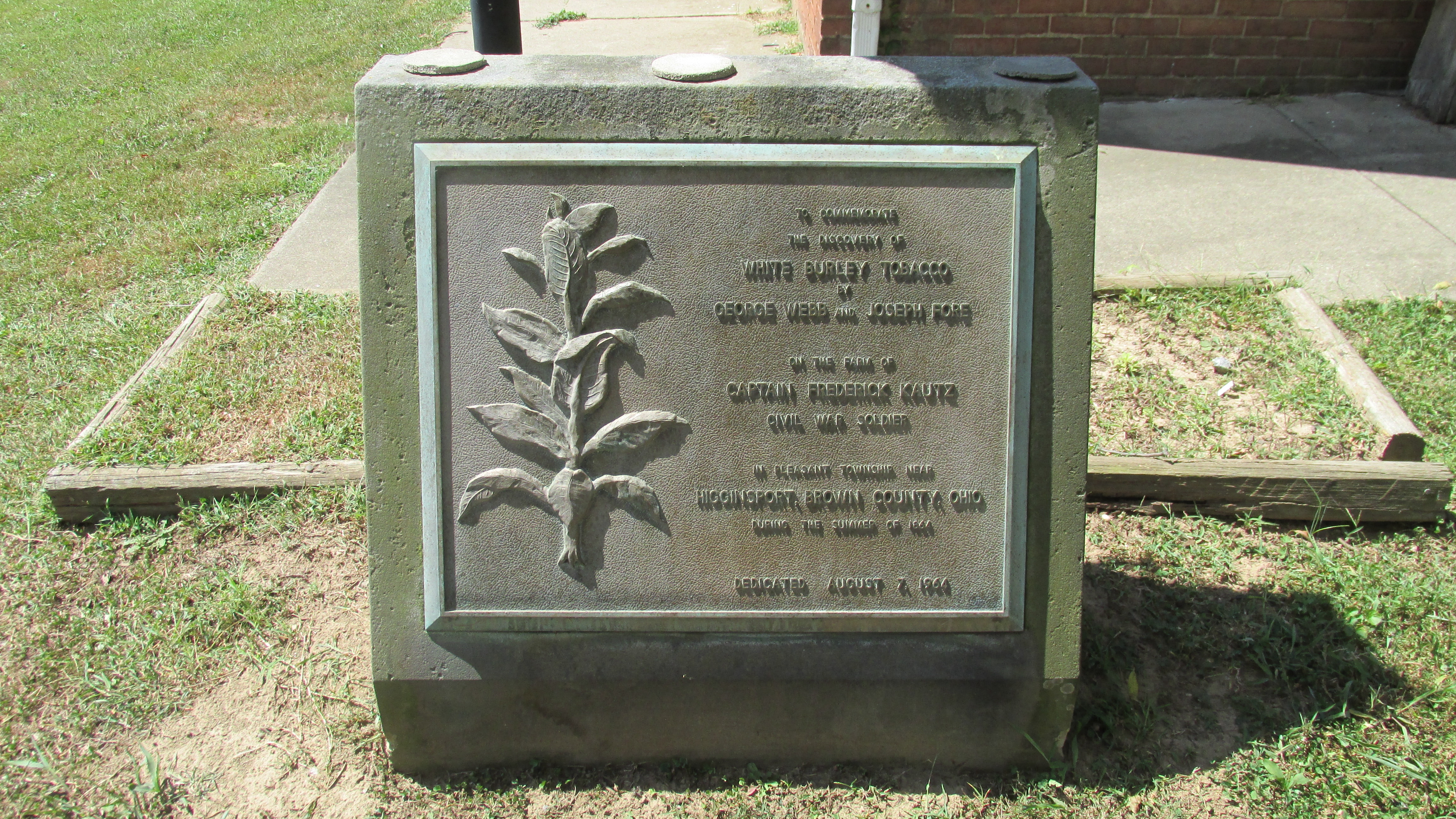
نصب تذكاري مكرس للبُرليّ الأبيض مكرس في 7 أغسطس 1964 ويقع في متحف أُهايو للتبغ في رِبلي.

البُرليّ تبعٌ معالج بالهواء يستخدم في المقام الأول لإنتاج السجائر. يُنتَج في الولايات المتحدة في حزام يشمل ثماني ولايات تُنتج منهكنتاكي نحو 70 بالمئة. تنتج ولاية تِنيسي نحو 20 ٪، في حين تنتج في إندِيانا وكَرولينة الشمالية ومِزوري وأُهايو وفرجِنية وماريلَند وبنسلفَنية وفِرجنية الغربية بكم أقل. يُنتج تبغ بُرليّ في العديد من البلدان الأخرى مثل البرازيل ومَلاوي والأرجنتين.